# Varaville
Varaville és un municipi francès situat al departament de Calvados i a la regió de Normandia. L'any 2007 tenia 754 habitants.

## Demografia

### Població
El 2007 la població de fet de Varaville era de 754 persones. Hi havia 335 famílies de les quals 105 eren unipersonals (66 homes vivint sols i 39 dones vivint soles), 109 parelles sense fills, 86 parelles amb fills i 35 famílies monoparentals amb fills.
La població ha evolucionat segons el següent gràfic:
Habitants censats

### Habitatges
El 2007 hi havia 1.472 habitatges, 346 eren l'habitatge principal de la família, 1.107 eren segones residències i 19 estaven desocupats. 785 eren cases i 368 eren apartaments. Dels 346 habitatges principals, 265 estaven ocupats pels seus propietaris, 60 estaven llogats i ocupats pels llogaters i 20 estaven cedits a títol gratuït; 5 tenien una cambra, 38 en tenien dues, 59 en tenien tres, 85 en tenien quatre i 159 en tenien cinc o més. 299 habitatges disposaven pel capbaix d'una plaça de pàrquing. A 164 habitatges hi havia un automòbil i a 158 n'hi havia dos o més.

### Piràmide de població
La piràmide de població per edats i sexe el 2009 era:
| Homes | Edats   | Dones |
| ----- | ------- | ----- |
| 0     | 95 o +  | 8     |
| 0     | 90 a 94 | 0     |
| 4     | 85 a 89 | 0     |
| 8     | 80 a 84 | 4     |
| 20    | 75 a 79 | 20    |
| 32    | 70 a 74 | 16    |
| 24    | 65 a 69 | 52    |
| 8     | 60 a 64 | 12    |
| 20    | 55 a 59 | 20    |
| 28    | 50 a 54 | 20    |
| 60    | 45 a 49 | 56    |
| 28    | 40 a 44 | 24    |
| 0     | 35 a 39 | 16    |
| 24    | 30 a 34 | 28    |
| 16    | 25 a 29 | 24    |
| 24    | 20 a 24 | 40    |
| 32    | 15 a 19 | 16    |
| 28    | 10 a 14 | 32    |
| 8     | 5 a 9   | 32    |
| 20    | 0 a 4   | 8     |

## Economia
El 2007 la població en edat de treballar era de 512 persones, 364 eren actives i 148 eren inactives. De les 364 persones actives 330 estaven ocupades (184 homes i 146 dones) i 33 estaven aturades (19 homes i 14 dones). De les 148 persones inactives 63 estaven jubilades, 45 estaven estudiant i 40 estaven classificades com a «altres inactius».

### Ingressos
El 2009 a Varaville hi havia 419 unitats fiscals que integraven 934 persones, la mediana anual d'ingressos fiscals per persona era de 21.656 €.

### Activitats econòmiques
Dels 61 establiments que hi havia el 2007, 2 eren d'empreses de fabricació d'altres productes industrials, 6 d'empreses de construcció, 8 d'empreses de comerç i reparació d'automòbils, 1 d'una empresa de transport, 14 d'empreses d'hostatgeria i restauració, 1 d'una empresa d'informació i comunicació, 4 d'empreses financeres, 6 d'empreses immobiliàries, 12 d'empreses de serveis, 6 d'entitats de l'administració pública i 1 d'una empresa classificada com a «altres activitats de serveis».
Dels 12 establiments de servei als particulars que hi havia el 2009, 1 era un guixaire pintor, 1 fusteria, 1 lampisteria, 1 electricista, 1 empresa de construcció, 1 veterinari, 4 restaurants, 1 agència immobiliària i 1 tintoreria.
Dels 2 establiments comercials que hi havia el 2009, 1 era una botiga de roba i 1 una botiga d'electrodomèstics.
L'any 2000 a Varaville hi havia 15 explotacions agrícoles que ocupaven un total de 420 hectàrees.

## Poblacions més properes
El següent diagrama mostra les poblacions més properes.